# MEND-Syndrom
Das MEND-Syndrom, Akronym für Männliche EBP-Störung (eine Form einer Cholesterinstoffwechselstörung) mit Neurologischen Defekten, ist eine sehr seltene angeborene Erkrankung mit Auffälligkeiten der Haut, der Nerven, der Wirbelsäule und der Finger und Zehen sowie Gesichtsdysmorphie.
Die Erstbeschreibung stammt aus dem Jahre 2003 durch die US-amerikanischen Ärzte Jeff M. Milunsky, Thomas A. Maher und Aida B. Metzenberg.
Das Akronym wurde von den Freiburger Hautärzten A. W. Arnold, L. Bruckner-Tuderman, C. Has und Rudolf Happle im Jahre 2012 vorgeschlagen.

## Verbreitung
Die Häufigkeit wird mit unter 1 zu 1.000.000 angegeben, bislang wurde nur über wenige Familien berichtet. Die Vererbung erfolgt X-chromosomal-rezessiv.

## Ursache
Der Erkrankung liegen Mutationen im EBP-Gen auf dem X-Chromosom Genort p11.23 zugrunde, welches für das Emopamil-bindende Protein kodiert, ein Enzym im Cholesterin-Stoffwechsel.
Mutationen in diesem Gen liegen auch dem Conradi-Hünermann-Syndrom zugrunde.

## Klinische Erscheinungen
Klinische Kriterien sind:
- Manifestation als Neugeborenes oder Kleinkind
- Hautveränderungen wie Kollodium-Membran, Ichthyose, fleckförmige Hypopigmentierung
- neurologische Veränderungen wie Epilepsie, Entwicklungsretardierung oder Geistige Behinderung
- Hydrozephalus, Kleinhirn-Hypoplasie oder Balkenmangel, Dandy-Walker-Fehlbildung
- Gesichtsauffälligkeiten wie große vordere Fontanelle, Telekanthus, Hypertelorismus, Mikrophthalmie, tief ansetzende Ohren, Mikrognathie oder Gaumenspalte
- Kyphose, Polydaktylie oder Syndaktylie der 2. und 3. Zehe

Hinzu können Fehlbildungen am Herzen, dem Auge und dem Urogenitaltrakt kommen.

## Diagnose
Die Diagnose ergibt sich aus der Kombination der klinischen Befunde und kann humangenetisch bestätigt werden.

## Therapie
Es ist lediglich eine symptombezogene Behandlung möglich.